# Liste der Einträge im National Register of Historic Places im Hardeman County (Tennessee)

Lage des Hardeman Countys in Tennessee

Die Liste der Einträge im National Register of Historic Places im Hardeman County in Tennessee führt die Bauwerke und historischen Stätten im Hardeman County auf, die in das National Register of Historic Places aufgenommen wurden.

## Derzeitige Einträge
| [ 2 ] | Name                                            | Bild                                   | Eintragsdatum        | Lage | Ort            | Beschreibung                                   |
| ----- | ----------------------------------------------- | -------------------------------------- | -------------------- | --- | -------------- | ---------------------------------------------- |
| 1     | Allen-White School                              | Allen-White School                     | 2005 ID-Nr. 05001214 | 100 Allen Extension Street 35° 20′ 1″ N, 89° 8′ 51″ W | Whiteville     |                                                |
| 2     | James Monroe Avent House                        |                                        | 2001 ID-Nr. 01000436 | 220 Railroad Avenue 35° 9′ 11″ N, 89° 7′ 36″ W | Hickory Valley |                                                |
| 3     | Bills-McNeal Historic District                  |                                        | 1980 ID-Nr. 80003829 | Verschiedene Gebäude in der Lafayette Street, McNeal Street, Bills Street, Union Street, Lauderdale Street und Washington Street 35° 15′ 11″ N, 88° 59′ 29″ W | Bolivar        |                                                |
| 4     | Bolivar Court Square Historic District          | Bolivar Court Square Historic District | 1980 ID-Nr. 80003830 | US 64 Ecke TN 125 35° 15′ 22″ N, 88° 59′ 13″ W | Bolivar        |                                                |
| 5     | Bolivar-Somerville Stage Road                   |                                        | 2005 ID-Nr. 05000802 | Herron Drive Ecke Stewart Road, Rund 6 km südwestlich von Whiteville 35° 15′ 2″ N, 89° 11′ 13″ W                                                              | Whiteville     | Reicht bis in das Fayette County               |
| 6     | Davis Bridge Battlefield                        | Davis Bridge Battlefield               | 1998 ID-Nr. 97001549 | Entlang der Ripley-Pocahontas Road und der Essary Spring Road 35° 1′ 51″ N, 88° 47′ 44″ W                                                                     | Pocahontas     | Reicht bis in das Alcorn County in Mississippi |
| 7     | Hatchie River Ferry                             |                                        | 2005 ID-Nr. 05000800 | Ende der Big Bend Lane, rund eine Meile südlich der TN 15 35° 13′ 27″ N, 88° 55′ 0″ W                                                                         | Bolivar        |                                                |
| 8     | North Main Street Historic District             |                                        | 1980 ID-Nr. 80003831 | Abgegrenzt durch North Main Street, Sycamore Street, Jefferson Street, Washington Street und Water Street 35° 15′ 36″ N, 88° 59′ 18″ W                        | Bolivar        |                                                |
| 9     | Pocahontas School                               | Pocahontas School                      | 2007 ID-Nr. 07000706 | 22555 TN 57 35° 2′ 52″ N, 88° 48′ 17″ W | Pocahontas     |                                                |
| 10    | Robertson Family Farm                           |                                        | 2007 ID-Nr. 07001164 | 2715 Newsom Road 35° 4′ 56,2″ N, 88° 45′ 55,5″ W | Whiteville     |                                                |
| 11    | United Sons and Daughters of Charity Lodge Hall |                                        | 2005 ID-Nr. 05001222 | 322 West McNeal Street 35° 15′ 22″ N, 88° 59′ 4″ W | Bolivar        |                                                |
| 12    | Western State Hospital Historic District        |                                        | 1987 ID-Nr. 87001057 | US 64 35° 16′ 35″ N, 88° 59′ 37″ W | Bolivar        |                                                |